# Cerodontha ireos
Cerodontha ireos är en tvåvingeart som beskrevs av Robineau-Desvoidy 1851. Cerodontha ireos ingår i släktet Cerodontha och familjen minerarflugor. Inga underarter finns listade i Catalogue of Life.